# ست هولت
ست هولت (انگلیسی: Seth Holt؛ ۲۱ ژوئیه ۱۹۲۳ – ۱۴ فوریه ۱۹۷۱) کارگردان فیلم، فیلم‌نامه‌نویس، تهیه‌کننده، و تدوین‌گر اهل بریتانیا بود.
از فیلم‌هایی که وی در آن‌ها نقش داشته‌است، می‌توان به قلب گرفتار، اسکات از قطب جنوب، قلب‌های مهربان و نیم‌تاج‌ها، قاتلین پیرزن، سالن رقص، تبهکاران لاوندر هیل، مندی، جنگ زن و مرد، شنبه‌شب و صبح یکشنبه، نانی و مسیر خطر اشاره نمود.